# Roger Cicero/Diskografie
Diese Diskografie ist eine Übersicht über die musikalischen Werke des deutschen Pop- und Jazzmusikers Roger Cicero. Den Schallplattenauszeichnungen zufolge hat er bisher mehr als 1,4 Millionen Tonträger verkauft. Seine erfolgreichste Veröffentlichung ist das dritte Studioalbum Männersachen mit über 610.000 verkauften Einheiten.

## Alben

### Studioalben
| Jahr | Titel Musiklabel                                   | Höchstplatzierung, Gesamtwochen, AuszeichnungChartplatzierungen (Jahr, Titel, Musiklabel, Platzierungen, Wochen, Auszeichnungen, Anmerkungen) | Höchstplatzierung, Gesamtwochen, AuszeichnungChartplatzierungen (Jahr, Titel, Musiklabel, Platzierungen, Wochen, Auszeichnungen, Anmerkungen) | Höchstplatzierung, Gesamtwochen, AuszeichnungChartplatzierungen (Jahr, Titel, Musiklabel, Platzierungen, Wochen, Auszeichnungen, Anmerkungen) | Anmerkungen                                                   |
| Jahr | Titel Musiklabel                                   | DE | AT | CH | Anmerkungen                                                   |
| ---- | -------------------------------------------------- | --- | --- | --- | ------------------------------------------------------------- |
| 2005 | There I Go Jazzsick Records (JSR)                  | — | — | — | Erstveröffentlichung: 1. November 2005 mit After Hours        |
| 2006 | Good Morning Midnight ACT (ACT)                    | — | — | — | Erstveröffentlichung: 27. Januar 2006 mit Julia Hülsmann Trio |
| 2006 | Männersachen Starwatch Entertainment (WMG)         | DE3 ×3Dreifachplatin · (84 Wo.)DE | AT23 Gold · (39 Wo.)AT | CH40 (12 Wo.)CH | Erstveröffentlichung: 26. Mai 2006 Verkäufe: + 610.000        |
| 2007 | Beziehungsweise Starwatch Entertainment (WMG)      | DE2 ×3Dreifachgold · (44 Wo.)DE | AT7 Gold · (31 Wo.)AT | CH17 (14 Wo.)CH | Erstveröffentlichung: 12. Oktober 2007 Verkäufe: + 310.000    |
| 2009 | Artgerecht Starwatch Entertainment (WMG)           | DE2 Platin · (41 Wo.)DE | AT4 (12 Wo.)AT | CH8 (16 Wo.)CH | Erstveröffentlichung: 3. April 2009 Verkäufe: + 200.000       |
| 2011 | In diesem Moment Starwatch Entertainment (WMG)     | DE4 Gold · (22 Wo.)DE | AT8 (17 Wo.)AT | CH18 (7 Wo.)CH | Erstveröffentlichung: 28. Oktober 2011 Verkäufe: + 100.000    |
| 2014 | Was immer auch kommt Starwatch Entertainment (WMG) | DE4 Gold · (22 Wo.)DE | AT3 (15 Wo.)AT | CH11 (14 Wo.)CH | Erstveröffentlichung: 28. März 2014 Verkäufe: + 100.000       |
| 2015 | The Roger Cicero Jazz Experience Wavemusic (Sony)  | DE27 (3 Wo.)DE | AT29 (1 Wo.)AT | CH79 (1 Wo.)CH | Erstveröffentlichung: 2. Oktober 2015                         |
| 2021 | The English Album Sony Music (Sony)                | — | — | — | Erstveröffentlichung: 10. Dezember 2021                       |

### Livealben
| Jahr | Titel Musiklabel                                                             | Höchstplatzierung, Gesamtwochen, AuszeichnungChartplatzierungen (Jahr, Titel, Musiklabel, Platzierungen, Wochen, Auszeichnungen, Anmerkungen) | Höchstplatzierung, Gesamtwochen, AuszeichnungChartplatzierungen (Jahr, Titel, Musiklabel, Platzierungen, Wochen, Auszeichnungen, Anmerkungen) | Höchstplatzierung, Gesamtwochen, AuszeichnungChartplatzierungen (Jahr, Titel, Musiklabel, Platzierungen, Wochen, Auszeichnungen, Anmerkungen) | Anmerkungen                                                 |
| Jahr | Titel Musiklabel                                                             | DE | AT | CH | Anmerkungen                                                 |
| ---- | ---------------------------------------------------------------------------- | --- | --- | --- | ----------------------------------------------------------- |
| 2015 | The Roger Cicero Jazz Experience Live – The Baloise Session Wavemusic (Sony) | — | — | — | Erstveröffentlichung: 2. Juni 2015                          |
| 2015 | Cicero Sings Sinatra – Live in Hamburg RCA Records (Sony)                    | DE4 Gold · (17 Wo.)DE | AT4 (10 Wo.)AT | CH17 (4 Wo.)CH | Erstveröffentlichung: 27. November 2015 Verkäufe: + 100.000 |

### Kompilationen
| Jahr | Titel Musiklabel                                              | Höchstplatzierung, Gesamtwochen, AuszeichnungChartplatzierungen (Jahr, Titel, Musiklabel, Platzierungen, Wochen, Auszeichnungen, Anmerkungen) | Höchstplatzierung, Gesamtwochen, AuszeichnungChartplatzierungen (Jahr, Titel, Musiklabel, Platzierungen, Wochen, Auszeichnungen, Anmerkungen) | Höchstplatzierung, Gesamtwochen, AuszeichnungChartplatzierungen (Jahr, Titel, Musiklabel, Platzierungen, Wochen, Auszeichnungen, Anmerkungen) | Anmerkungen                           |
| Jahr | Titel Musiklabel                                              | DE | AT | CH | Anmerkungen                           |
| ---- | ------------------------------------------------------------- | --- | --- | --- | ------------------------------------- |
| 2012 | Männersachen / Beziehungsweise Warner Music (WMG)             | DE86 a (1 Wo.)DE | — | — | Erstveröffentlichung: 31. August 2012 |
| 2017 | Glück ist leicht – Das Beste von 2006–2016 RCA Records (Sony) | DE4 (9 Wo.)DE | AT4 (10 Wo.)AT | CH12 (7 Wo.)CH | Erstveröffentlichung: 17. März 2017   |

### EPs
| Jahr | Titel Musiklabel                                         | Anmerkungen                         |
| ---- | -------------------------------------------------------- | ----------------------------------- |
| 2007 | Live EP Starwatch Entertainment (WMG)                    | Erstveröffentlichung: 23. März 2007 |
| 2008 | Alle Möbel verrückt – Live Starwatch Entertainment (WMG) | Erstveröffentlichung: 23. Mai 2008  |

## Singles
| Jahr | Titel Album | Höchstplatzierung, Gesamtwochen, AuszeichnungChartplatzierungen (Jahr, Titel, Album, Platzierungen, Wochen, Auszeichnungen, Anmerkungen) | Höchstplatzierung, Gesamtwochen, AuszeichnungChartplatzierungen (Jahr, Titel, Album, Platzierungen, Wochen, Auszeichnungen, Anmerkungen) | Höchstplatzierung, Gesamtwochen, AuszeichnungChartplatzierungen (Jahr, Titel, Album, Platzierungen, Wochen, Auszeichnungen, Anmerkungen) | Anmerkungen                                                                                               |
| Jahr | Titel Album | DE | AT | CH | Anmerkungen                                                                                               |
| ---- | --- | --- | --- | --- | --- |
| 2006 | So geil Berlin Männersachen                                                                                          | — | — | — | Erstveröffentlichung: 7. April 2006                                                                       |
| 2006 | Zieh die Schuh aus Männersachen                                                                                      | DE71 (9 Wo.)DE | — | — | Erstveröffentlichung: 26. Mai 2006                                                                        |
| 2006 | Ich atme ein Männersachen                                                                                            | DE74 (9 Wo.)DE | — | — | Erstveröffentlichung: 13. Oktober 2006                                                                    |
| 2007 | Frauen regier’n die Welt (DE-Version) / Guess Who Rules the World (EN-Version) Männersachen (New Version)            | DE7 (13 Wo.)DE | AT51 (1 Wo.)AT | CH64 (1 Wo.)CH | Erstveröffentlichung: 9. März 2007 (DE-Version) Erstveröffentlichung: 11. Mai 2007 (EN-Version)           |
| 2007 | Die Liste Beziehungsweise                                                                                            | DE72 (2 Wo.)DE | — | — | Erstveröffentlichung: 5. Oktober 2007                                                                     |
| 2007 | Bin heute Abend bei dir (DE-Version) / My Christmas Present for You (EN-Version) Beziehungsweise • The English Album | — | AT70 (1 Wo.)AT | — | Erstveröffentlichung: 23. November 2007 (DE-Version) Erstveröffentlichung: 26. November 2021 (EN-Version) |
| 2008 | Wovon träumst du nachts Beziehungsweise                                                                              | DE70 (2 Wo.)DE | — | — | Erstveröffentlichung: 8. Februar 2008                                                                     |
| 2009 | Nicht artgerecht Artgerecht                                                                                          | DE38 (9 Wo.)DE | AT34 (5 Wo.)AT | CH90 (1 Wo.)CH | Erstveröffentlichung: 20. März 2009                                                                       |
| 2011 | Alles kommt zurück In diesem Moment                                                                                  | — | — | — | Erstveröffentlichung: 7. Oktober 2011                                                                     |
| 2011 | In diesem Moment | DE47 (7 Wo.)DE | AT62 (2 Wo.)AT | — | Erstveröffentlichung: 21. Oktober 2011                                                                    |
| 2012 | Für nichts auf dieser Welt In diesem Moment                                                                          | DE85 (2 Wo.)DE | — | — | Erstveröffentlichung: 1. Juni 2012                                                                        |
| 2014 | Wenn es morgen schon zu Ende wär’ Was immer auch kommt                                                               | — | — | — | Erstveröffentlichung: 21. Februar 2014                                                                    |
| 2014 | Du bist mein Sommer Was immer auch kommt                                                                             | — | — | — | Erstveröffentlichung: 13. Juni 2014                                                                       |
| 2015 | Keep It Loose, Keep It Tight (Live) The Roger Cicero Jazz Experience Live – The Baloise Session                      | — | — | — | Erstveröffentlichung: 21. April 2015 Original: Amos Lee                                                   |
| 2015 | 50 Ways to Leave Your Lover (Live) The Roger Cicero Jazz Experience Live – The Baloise Session                       | — | — | — | Erstveröffentlichung: 5. Mai 2015 Original: Paul Simon                                                    |
| 2015 | Somethin’ Stupid (Live) Cicero Sings Sinatra – Live in Hamburg                                                       | — | — | — | Erstveröffentlichung: 30. Oktober 2015 feat. Yvonne Catterfeld; Original: Carson & Gaile                  |

## Videoalben und Musikvideos

### Videoalben
| Jahr | Titel Musiklabel                                          | Höchstplatzierung, Gesamtwochen, AuszeichnungChartplatzierungen (Jahr, Titel, Musiklabel, Platzierungen, Wochen, Auszeichnungen, Anmerkungen) | Höchstplatzierung, Gesamtwochen, AuszeichnungChartplatzierungen (Jahr, Titel, Musiklabel, Platzierungen, Wochen, Auszeichnungen, Anmerkungen) | Höchstplatzierung, Gesamtwochen, AuszeichnungChartplatzierungen (Jahr, Titel, Musiklabel, Platzierungen, Wochen, Auszeichnungen, Anmerkungen) | Anmerkungen                                                                  |
| Jahr | Titel Musiklabel                                          | DE | AT | CH | Anmerkungen                                                                  |
| ---- | --------------------------------------------------------- | --- | --- | --- | ---------------------------------------------------------------------------- |
| 2007 | Männersachen – Live! Starwatch Entertainment (WMG)        | DE* GoldDE | AT8 (3 Wo.)AT | CH*CH | Erstveröffentlichung: 23. März 2007 Verkäufe: + 25.000; * siehe Männersachen |
| 2008 | Beziehungsweise – Live Starwatch Entertainment (WMG)      | DE*DE | — | — | Erstveröffentlichung: 30. Mai 2008 * siehe Beziehungsweise                   |
| 2010 | Live at Montreux Eagle Vision • Montreux Sounds (WMG)     | — | AT3 (3 Wo.)AT | — | Erstveröffentlichung: 19. November 2010                                      |
| 2015 | Cicero Sings Sinatra – Live in Hamburg RCA Records (Sony) | DE*DE | AT3 (5 Wo.)AT | CH9 (2 Wo.)CH | Erstveröffentlichung: 27. November 2015 * siehe Livealbum                    |

### Musikvideos
| Jahr | Titel                             | Regisseur(e)        |
| ---- | --------------------------------- | ------------------- |
| 2006 | Zieh die Schuh aus                | Alexander Diezinger |
| 2006 | Ich atme ein                      | Markus Gerwinat     |
| 2007 | Frauen regier’n die Welt          | Oliver Sommer       |
| 2007 | Die Liste                         | Alexander Diezinger |
| 2008 | Would You                         | Andreas Z. Simon    |
| 2008 | Wovon träumst du nachts           | Markus Gerwinat     |
| 2009 | Farewell                          | Andreas Z. Simon    |
| 2009 | Nicht artgerecht                  | Markus Gerwinat     |
| 2011 | Erste Liebe                       | Sven Sindt          |
| 2011 | In diesem Moment                  |                     |
| 2012 | Für nichts auf dieser Welt        | Tristan Ladwein     |
| 2014 | Frag nicht wohin                  | Sven Haeusler       |
| 2014 | Wenn es morgen schon zu Ende wär’ | Sven Haeusler       |
| 2014 | Du bist mein Sommer               | Sven Haeusler       |

## Sonderveröffentlichungen

### Alben
| Jahr | Titel Musiklabel                                      | Anmerkungen                                                      |
| ---- | ----------------------------------------------------- | ---------------------------------------------------------------- |
| 2009 | iTunes Live aus München Starwatch Entertainment (WMG) | Erstveröffentlichung: 11. Dezember 2009 Vertrieb nur über iTunes |

### Lieder
| Jahr | Titel Album                                                   | Anmerkungen                                                                                              |
| ---- | ------------------------------------------------------------- | --- |
| 2003 | Love and Happiness (Live) Essence of the Live Event           | Erstveröffentlichung: 26. Mai 2003 Soulounge feat. Roger Cicero                                          |
| 2003 | Love’s in Need of Love Today (Live) Essence of the Live Event | Erstveröffentlichung: 26. Mai 2003 Soulounge feat. Roger Cicero                                          |
| 2004 | Everyday Home                                                 | Erstveröffentlichung: 20. September 2004 Soulounge feat. Roger Cicero                                    |
| 2004 | How Come You Don’t Call Me Anymore Home                       | Erstveröffentlichung: 20. September 2004 Soulounge feat. Roger Cicero                                    |
| 2006 | The Look Into Your Eyes Changing Colours                      | Erstveröffentlichung: 24. Februar 2006 Matthias Vogt Trio feat. Roger Cicero                             |
| 2008 | Strong in Your Heart Waterdrops                               | Erstveröffentlichung: 11. Juli 2008 Rivera Rotation feat. Roger Cicero                                   |
| 2008 | Yes, You Are Waterdrops                                       | Erstveröffentlichung: 11. Juli 2008 Rivera Rotation feat. Roger Cicero                                   |
| 2009 | Du bist mein Mond Im Mondrausch                               | Erstveröffentlichung: 3. April 2009 Pe Werner feat. Roger Cicero                                         |
| 2010 | If I Could Wrap Up a Kiss                                     | Erstveröffentlichung: 12. November 2010 Silje Nergaard feat. Roger Cicero                                |
| 2010 | Josephine (Live) Eleven – Live & Acoustic at the Casino       | Erstveröffentlichung: 26. November 2010 Reamonn feat. Roger Cicero                                       |
| 2011 | I Love Every Little Thing About You Jools Holland & Friends   | Erstveröffentlichung: 16. September 2011 Jools Holland & His Rhythm & Blues Orchestra feat. Roger Cicero |
| 2015 | Change the World Displaced – Songs That Can’t Replace Home    | Erstveröffentlichung: 20. November 2015 NDR Bigband feat. Roger Cicero                                   |

| Jahr | Titel Album                                                                            | Anmerkungen |
| ---- | -------------------------------------------------------------------------------------- | --- |
| 2009 | Geboren A Tribute to Die Fantastischen Vier                                            | Erstveröffentlichung: 7. August 2009 Original: Die Fantastischen Vier                                               |
| 2009 | Farewell Dein Song                                                                     | Erstveröffentlichung: 20. November 2009 mit Judith Hermann                                                          |
| 2012 | Love and Happiness Big City Bar 4 – 36 Bossa Soul & Jazz Flavoured Late Night Classics | Erstveröffentlichung: 13. Januar 2012 Soulounge feat. Roger Cicero                                                  |
| 2012 | Die Affen rasen durch den Wald Giraffenaffen                                           | Erstveröffentlichung: 9. November 2012 Original: Traditional                                                        |
| 2012 | Wir sind da (Giraffenaffensong) Giraffenaffen                                          | Erstveröffentlichung: 9. November 2012                                                                              |
| 2014 | Ich wär’ so gern wie du I Love Disney                                                  | Erstveröffentlichung: 28. November 2014 Original: Phil Harris & Louis Prima – I Wanna Be Like You                   |
| 2014 | This Is My Time Sing meinen Song – Das Tauschkonzert                                   | Erstveröffentlichung: 16. Mai 2014 Original: Sasha                                                                  |
| 2014 | Und wenn dein Lied Sing meinen Song – Das Tauschkonzert                                | Erstveröffentlichung: 16. Mai 2014 mit den Sing meinen Song Allstars; Original: Söhne Mannheims – Und wenn ein Lied |
| 2014 | Wo willst du hin? Sing meinen Song – Das Tauschkonzert                                 | Erstveröffentlichung: 16. Mai 2014 Original: Xavier Naidoo                                                          |
| 2014 | I sing a Liad für di Sing meinen Song – Das Tauschkonzert (Deluxe Edition)             | Erstveröffentlichung: 6. Juni 2014 Original: Andreas Gabalier                                                       |
| 2014 | So soll es sein Sing meinen Song – Das Tauschkonzert (Deluxe Edition)                  | Erstveröffentlichung: 6. Juni 2014 Original: Gregor Meyle                                                           |
| 2014 | Santa Claus Is Coming to Town Sing meinen Song – Das Weihnachtskonzert                 | Erstveröffentlichung: 5. Dezember 2014 Original: Harry Reser & His Orchestra                                        |
| 2014 | This Christmas Sing meinen Song – Das Weihnachtskonzert                                | Erstveröffentlichung: 5. Dezember 2014 Original: Donny Hathaway                                                     |

| Jahr | Titel Soundtrack zu                 | Anmerkungen |
| ---- | ----------------------------------- | --- |
| 2009 | In New Orleans Küss den Frosch      | Erstveröffentlichung: 11. Dezember 2009 Original: Dr. John – Down in New Orleans                                                                           |
| 2009 | Wenn ich Mensch bin Küss den Frosch | Erstveröffentlichung: 11. Dezember 2009 mit Bill Ramsey & Cassandra Steen Original: Michael Leon-Wooley, Bruno Campos & Anika Noni Rose – When We’re Human |

## Promoveröffentlichungen
| Jahr | Titel Album                                                      | Anmerkungen                                                       |
| ---- | ---------------------------------------------------------------- | ----------------------------------------------------------------- |
| 2007 | Swing ist mein Rock Beziehungsweise                              | Erstveröffentlichung: 23. März 2007                               |
| 2017 | Eine Nummer zu groß Glück ist leicht – Das Beste von 2006–2016   | Erstveröffentlichung: 6. Januar 2017                              |
| 2017 | Ein Kompliment (Live) Glück ist leicht – Das Beste von 2006–2016 | Erstveröffentlichung: 3. März 2017 Original: Sportfreunde Stiller |

## Statistik

### Chartauswertung
|                     | DE    | AT    | CH    |
| ------------------- | ----- | ----- | ----- |
| Nummer-eins-Alben   | DE—DE | AT—AT | CH—CH |
| Top-10-Alben        | DE7DE | AT6AT | CH1CH |
| Alben in den Charts | DE9DE | AT8AT | CH8CH |

|                       | DE    | AT    | CH    |
| --------------------- | ----- | ----- | ----- |
| Nummer-eins-Singles   | DE—DE | AT—AT | CH—CH |
| Top-10-Singles        | DE1DE | AT—AT | CH—CH |
| Singles in den Charts | DE8DE | AT4AT | CH2CH |

|                          | DE    | AT    | CH    |
| ------------------------ | ----- | ----- | ----- |
| Nummer-eins-Videoalben   | DE—DE | AT—AT | CH—CH |
| Top-10-Videoalben        | DE—DE | AT3AT | CH1CH |
| Videoalben in den Charts | DE—DE | AT3AT | CH1CH |

### Auszeichnungen für Musikverkäufe
Anmerkung: Auszeichnungen in Ländern aus den Charttabellen bzw. Chartboxen sind in ebendiesen zu finden.
| Land/RegionAuszeichnungen für Musikverkäufe (Land/Region, Auszeichnungen, Verkäufe, Quellen) | Gold     | Platin     | Verkäufe  | Quellen           |
| -------------------------------------------------------------------------------------------- | -------- | ---------- | --------- | ----------------- |
| Deutschland (BVMI)                                                                           | 5× Gold5 | 5× Platin5 | 1.425.000 | musikindustrie.de |
| Österreich (IFPI)                                                                            | 2× Gold2 | —          | 20.000    | ifpi.at           |
| Insgesamt                                                                                    | 7× Gold7 | 5× Platin5 |           |                   |